# Aaron Schroeder
Aaron Harold Schroeder (* 7. September 1926 in Brooklyn/New York; † 2. Dezember 2009 in Englewood, New Jersey) war ein amerikanischer Songwriter, Komponist und Herausgeber.

## Leben
Schroeder wurde 1948 Mitglied der American Society of Composers, Authors and Publishers und ist mit über 2.000 geschriebenen Songs verzeichnet. Einen ersten Hit hatte er mit Rosemary Clooneys At a Sidewalk Penny Arcade. Mehrere Erfolgstitel von Elvis Presley stammen aus seiner Feder, darunter allein fünf Nummer-eins-Hits. Oftmals arbeitete er mit Abner Silver im Team.
Von 1960 bis 1965 leitete er das Label Musicor Records, in dem er unter anderem Gene Pitney und Blood, Sweat & Tears verlegte.

## Hits (Auswahl)
- A Big Hunk O’ Love
- Good Luck Charm
- I Got Stung
- It’s Now or Never
- Only Love Can Break a Heart
- Stuck on You
- The Man Who Shot Liberty Valance
- Town Without Pity aus dem Film Stadt ohne Mitleid
- 24 Hours from Tulsa